# 現代漢語通用字筆順規範
這是中華人民共和國關於文字筆順的一部規範，發佈於1997年，內含1988年公佈之《現代漢語通用字表》所有字。內中所規定的漢字稱為規範漢字，僅適用於中國國內，其餘華語圈各國均各自採用不同的漢字標準，而中國國內仍流傳有其他各種標準。